# Porang
Porang is een bestuurslaag in het regentschap Gayo Lues van de provincie Atjeh, Indonesië. Porang telt 1.026 inwoners (volkstelling 2010).